# Johann Sigismund Kusser
Johann Sigismund Kusser, także Jean Sigismond Cousser (ochrzcz. 13 lutego 1660 w Bratysławie, zm. w listopadzie 1727 w Dublinie) – niemiecki kompozytor, dyrygent i skrzypek.

## Życiorys
Był synem Johanna Kussera (1626−1675), kantora niemieckiego kościoła luterańskiego w Bratysławie. W 1674 roku przeprowadził się wraz z ojcem do Stuttgartu. W latach 1674−1682 był uczniem Jeana-Baptiste Lully’ego w Paryżu. Od 1682 do 1683 roku przebywał w Ansbach, udzielając skrzypkom orkiestry dworskiej lekcji gry. O następnych kilku latach jego życia brak informacji aż do 1690 roku, kiedy został kapelmistrzem opery dworskiej w Brunszwiku. W 1694 roku wyjechał do Hamburga, gdzie rok później został dyrektorem opery. W 1696 roku zrezygnował z tego stanowiska. W następnych latach wraz z trupą operową odwiedził m.in. Kilonię, Augsburg, Stuttgart i Norymbergę. Od 1700 do 1704 roku pełnił funkcję naczelnego kapelmistrza na dworze w Stuttgarcie.
Na przełomie 1704 i 1705 roku wyjechał do Londynu, gdzie udzielał prywatnie lekcji muzyki i koncertował. W 1709 roku wyjechał do Dublina, gdzie w 1711 roku został kapelmistrzem Trinity College. Od 1717 roku pełnił funkcję nadwornego muzyka Jerzego I jako króla Irlandii.

## Twórczość
Zasłynął przede wszystkim jako twórca oper. Jego historyczną zasługą jest przeniesienie zdobyczy muzyki francuskiej na grunt niemiecki. Jego uwertury orkiestrowe są najstarszymi znanymi utworami niemieckiego kompozytora zapożyczającymi styl suity francuskiej. Jako dyrektor operowy dbał o uzupełnienie repertuaru dziełami muzyków francuskich.
Był autorem oper Julia (wyst. Brunszwik 1691), La Grotta di Salzdahl (wyst. Brunszwik 1691), Ariadne (wyst. Brunszwik 1692), Andromeda (wyst. Brunszwik 1692), Jason (wyst. Brunszwik 1692), Narcissus (wyst. Brunszwik 1692), Porus (wyst. Brunszwik 1693), Erindo, oder Dir unsträfliche Liebe (wyst. Hamburg 1694), Der grossmüthige Scipio Africanus (wyst. Hamburg 1694), Gensericus, als Rom und Karthagens Überwinder (wyst. Hamburg 1694?), Pyramus und Thisbe getreu und festverbundene Liebe (wyst. Hamburg 1694?), Der verliebte Wald (wyst. Stuttgart 1698), Erminia (wyst. Stuttgart 1698) i The Man of Mode (wyst. Londyn 1705). Ponadto skomponował 18 uwertur, wydanych w 3 zbiorach. Większość kompozycji Kussera nie zachowała się.